# Simon Pospischil
Simon Pospischil (* 1. Januar 1988 in Offenbach am Main) ist ein deutscher Fußballspieler. 

## Karriere
Simon Pospischil durchlief alle Jugendabteilung von Eintracht Frankfurt, ehe er zu Viktoria Aschaffenburg wechselte. In Aschaffenburg blieb er nur ein Jahr und wechselte in die 2. Mannschaft von Kickers Offenbach. Zur Saison 2009/10 gehört er auch dem Kader der 1. Mannschaft an, wo er ab und an spielt. In der folgenden Saison wurde sein Vertrag nicht verlängert. Am 22. November 2010 unterschrieb er einen Vertrag beim Hessischen Traditionsverein SG Rot-Weiss Frankfurt. Ab Sommer 2011 stand er für zwei Jahre beim TV 1873 Hausen in der Kreisoberliga Offenbach unter Vertrag. 2013 wechselte Pospischil zur Spvgg. 03 Neu-Isenburg in die Verbandsliga Süd.

## Sonstiges
Simon Pospischils Bruder Christian ist ebenfalls Fußballprofi und spielte mit ihm zusammen bei Kickers Offenbach.